# Хараламбос Кір'яку (футболіст, 1995)
Хараламбос Кір'яку (грец. Χαράλαμπος Κυριάκου, нар. 9 лютого 1995, Лімасол) — кіпрський футболіст, захисник клубу «Аполлон». Більшу частину кар'єри провів у клубі «Аполлон», нетривалий час грав за португальський «Ештуріл-Прая», також грає у складі національної збірної Кіпру. Триразовий володар Кубка Кіпру, чемпіон Кіпру.

## Клубна кар'єра
Хараламбос Кір'яку народився 1995 року в місті Лімасол, та є вихованцем футбольної школи місцевого клубу «Аполлон». Дорослу футбольну кар'єру розпочав 2012 року в основній команді того ж клубу, де швидко став одним із гравців основного складу. Більшу частину кар'єри провів у складі лімасольського клубу, лише протягом сезону 2017—2018 років грав у оренді в португальькому клубі «Ештуріл-Прая». У складі «Аполлона» Кір'яку тричі става володарем Кубка Кіпру, а в сезоні 2021—2022 років він став у складі команди чемпіоном Кіпру.

## Виступи за збірні
У 2011 року Хараламбос Кір'яку дебютував у складі юнацької збірної Кіпру (U-17), загалом на юнацькому рівні взяв участь у 9 іграх.
Протягом 2013—2016 років Кір'яку залучався до складу молодіжної збірної Кіпру. На молодіжному рівні зіграв у 3 офіційних матчах.
У 2014 році Хараламбос Кір'яку дебютував у складі національної збірної Кіпру. Станом на початок вересня 2022 року зіграв у складі національної збірної 49 матчів, у яких забитими м'ячами не відзначився.
| Дата       | Місто           | Господарі         | Результат | Гості                | Турнір                               | Голи | Примітки |
| ---------- | --------------- | ----------------- | --------- | -------------------- | ------------------------------------ | ---- | -------- |
| 5-3-2014   | Строволос       | Кіпр              | 0 – 0     | Північна Ірландія    | товариський матч                     | -    | 67'      |
| 24-3-2016  | Одеса           | Україна           | 1 – 0     | Кіпр                 | товариський матч                     | -    | 80'      |
| 25-5-2016  | Ужиці           | Сербія            | 2 – 1     | Кіпр                 | товариський матч                     | -    | 66'      |
| 6-9-2016   | Нікосія         | Кіпр              | 0 – 3     | Бельгія              | Відбір до ЧС 2018                    | -    |          |
| 7-10-2016  | Пірей           | Греція            | 2 – 0     | Кіпр                 | Відбір до ЧС 2018                    | -    | 78'      |
| 13-11-2016 | Нікосія         | Кіпр              | 3 – 1     | Гібралтар            | Відбір до ЧС 2018                    | -    | 91'      |
| 22-3-2017  | Ларнака         | Кіпр              | 3 – 1     | Казахстан            | товариський матч                     | -    | 68'      |
| 25-3-2017  | Нікосія         | Кіпр              | 0 – 0     | Естонія              | Відбір до ЧС 2018                    | -    |          |
| 3-6-2017   | Ешторіл         | Португалія        | 4 – 0     | Кіпр                 | товариський матч                     | -    | 60'      |
| 9-6-2017   | Фару            | Гібралтар         | 1 – 2     | Кіпр                 | Відбір до ЧС 2018                    | -    | 68'      |
| 31-8-2017  | Нікосія         | Кіпр              | 3 – 2     | Боснія і Герцеговина | Відбір до ЧС 2018                    | -    |          |
| 3-9-2017   | Таллінн         | Естонія           | 1 – 0     | Кіпр                 | Відбір до ЧС 2018                    | -    |          |
| 7-10-2017  | Нікосія         | Кіпр              | 1 – 2     | Греція               | Відбір до ЧС 2018                    | -    |          |
| 10-10-2017 | Брюссель        | Бельгія           | 4 – 0     | Кіпр                 | Відбір до ЧС 2018                    | -    | 64'      |
| 10-11-2017 | Ґорі (значення) | Грузія            | 1 – 0     | Кіпр                 | товариський матч                     | -    | 73'      |
| 13-11-2017 | Єреван          | Вірменія          | 3 – 2     | Кіпр                 | товариський матч                     | -    |          |
| 6-9-2018   | Осло            | Норвегія          | 2 – 0     | Кіпр                 | Ліга націй УЄФА 2018-2019 - 1-й етап | -    | 77'      |
| 9-9-2018   | Нікосія         | Кіпр              | 2 – 1     | Словенія             | Ліга націй УЄФА 2018-2019 - 1-й етап | -    |          |
| 16-11-2018 | Нікосія         | Кіпр              | 1 – 1     | Болгарія             | Ліга націй УЄФА 2018-2019 - 1-й етап | -    |          |
| 19-11-2018 | Нікосія         | Кіпр              | 0 – 2     | Норвегія             | Ліга націй УЄФА 2018-2019 - 1-й етап | -    | 78'      |
| 6-9-2019   | Нікосія         | Кіпр              | 1 – 1     | Казахстан            | Відбір до ЧЄ 2020                    | -    |          |
| 9-9-2019   | Серравалле      | Сан-Марино        | 0 – 4     | Кіпр                 | Відбір до ЧЄ 2020                    | -    |          |
| 10-10-2019 | Нур-Султан      | Казахстан         | 1 – 2     | Кіпр                 | Відбір до ЧЄ 2020                    | -    |          |
| 13-10-2019 | Нікосія         | Кіпр              | 0 – 5     | Росія                | Відбір до ЧЄ 2020                    | -    |          |
| 16-11-2019 | Нікосія         | Кіпр              | 1 – 2     | Шотландія            | Відбір до ЧЄ 2020                    | -    | 77'      |
| 19-11-2019 | Брюссель        | Бельгія           | 6 – 1     | Кіпр                 | Відбір до ЧЄ 2020                    | -    |          |
| 8-9-2020   | Нікосія         | Кіпр              | 0 – 1     | Азербайджан          | Ліга націй УЄФА 2020-2021 - 1-й етап | -    | 57'      |
| 7-10-2020  | Ларнака         | Кіпр              | 1 – 2     | Чехія                | товариський матч                     | -    | 46'      |
| 10-10-2020 | Люксембург      | Люксембург        | 2 – 0     | Кіпр                 | Ліга націй УЄФА 2020-2021 - 1-й етап | -    | 75'      |
| 13-10-2020 | Ельбасан        | Азербайджан       | 0 – 0     | Кіпр                 | Ліга націй УЄФА 2020-2021 - 1-й етап | -    | 37' 46'  |
| 11-11-2020 | Афіни           | Греція            | 2 – 1     | Кіпр                 | товариський матч                     | -    |          |
| 14-11-2020 | Строволос       | Кіпр              | 2 – 1     | Люксембург           | Ліга націй УЄФА 2020-2021 - 1-й етап | -    | 62'      |
| 17-11-2020 | Подгориця       | Чорногорія        | 4 – 0     | Кіпр                 | Ліга націй УЄФА 2020-2021 - 1-й етап | -    | 46'      |
| 24-3-2021  | Нікосія         | Кіпр              | 0 – 0     | Словаччина           | Відбір до ЧС 2022                    | -    | 66'      |
| 27-3-2021  | Рієка           | Хорватія          | 1 – 0     | Кіпр                 | Відбір до ЧС 2022                    | -    |          |
| 30-3-2021  | Строволос       | Кіпр              | 1 – 0     | Словенія             | Відбір до ЧС 2022                    | -    | 60'      |
| 4-6-2021   | Будапешт        | Угорщина          | 1 – 0     | Кіпр                 | товариський матч                     | -    | 64'      |
| 7-6-2021   | Харків          | Україна           | 4 – 0     | Кіпр                 | товариський матч                     | -    | 69'      |
| 1-9-2021   | Та-Калі         | Мальта            | 3 – 0     | Кіпр                 | Відбір до ЧС 2022                    | -    | 70'      |
| 4-9-2021   | Нікосія         | Кіпр              | 0 – 2     | Росія                | Відбір до ЧС 2022                    | -    | 72'      |
| 7-9-2021   | Братислава      | Словаччина        | 2 – 0     | Кіпр                 | Відбір до ЧС 2022                    | -    | 75'      |
| 8-10-2021  | Ларнака         | Кіпр              | 0 – 3     | Хорватія             | Відбір до ЧС 2022                    | -    | 69'      |
| 11-10-2021 | Ларнака         | Кіпр              | 2 – 2     | Мальта               | Відбір до ЧС 2022                    | -    | 79'      |
| 24-3-2022  | Таллінн         | Естонія           | 0 – 0     | Кіпр                 | Ліга націй УЄФА 2020-2021 - Play-out | -    |          |
| 29-3-2022  | Ларнака         | Кіпр              | 2 – 0     | Естонія              | Ліга націй УЄФА 2020-2021 - Play-out | -    |          |
| 2-6-2022   | Ларнака         | Кіпр              | 0 – 2     | Косово               | Ліга націй УЄФА 2022-2023 - 1-й етап | -    | 66'      |
| 5-6-2022   | Ларнака         | Кіпр              | 0 – 0     | Північна Ірландія    | Ліга націй УЄФА 2022-2023 - 1-й етап | -    | 66'      |
| 9-6-2022   | Волос (місто)   | Греція            | 3 – 0     | Кіпр                 | Ліга націй УЄФА 2022-2023 - 1-й етап | -    |          |
| 12-6-2022  | Белфаст         | Північна Ірландія | 2 – 2     | Кіпр                 | Ліга націй УЄФА 2022-2023 - 1-й етап | -    |          |
| Усього     |                 | Матчів            | 49        |                      | Голів                                | 0    |          |

## Титули і досягнення
- Чемпіон Кіпру (1):

«Аполлон»: 2021–2022
- Володар Кубка Кіпру (3):

«Аполлон»: 2012–2013, 2015–2016, 2016–2017
- Володар Суперкубка Кіпру (3):

«Аполлон»: 2016, 2017, 2022